# Amani (caballo)
Amani (n. 2008) es una yegua purasangre chilena, hija de Morning Raider (Giant´s Causeway) y Just Fine por Doneraile Court , de crianza y propiedad de Haras Sumaya de don Oussama Aboughazaleh, fue preparada en Chile por Marco Pavez O., y fue conducida siempre por el jinete Hernán Eduardo Ulloa.
Desde un principio comenzó a liderar el proceso generacional 2011 en la pista de arena del Hipódromo Chile, obteniendo el título de campeona 2 años con su triunfo en el Clásico Tanteo de Potrancas.
Se impuso nuevamente en Clásico Mil Guineas, su única derrota fue el Gran Criterium Mauricio Serrano Palma prueba donde remató segunda del ejemplar Lord Parker. Luego obtuvo la Triple Corona Potrancas al ganar el Clásico Alberto Solari Magnasco y su último triunfo fue el St. Leger disputado el 17 de diciembre de 2011 en el Hipódromo Chile. Posteriormente a este triunfo de la 2° etapa de la Triple Corona Nacional fue retirada de las pistas en una ceremonia de despedida en el Hipódromo Chile el 14 de enero de 2012, y enviada a los Estados Unidos para continuar con su campaña, principalmente en California, donde su campaña no fue auspiciosa.

## Campaña a los 2 años

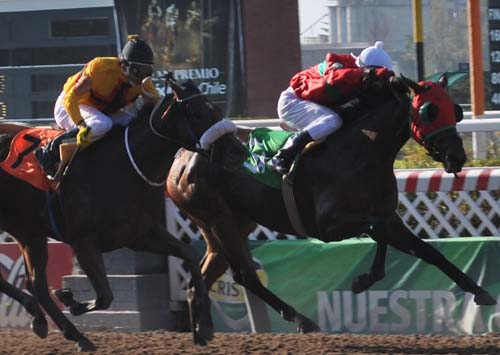
Amani (gorra blanca) vs Entera Buena.

Amani, debutó el sábado 25 de diciembre del año 2010, en el premio 'Uberlandia', una carrera condicional destinada para hembras de 2 años no ganadoras, desarrollada en la pista del Hipódromo chile, su jinete fue en esa oportunidad Hernan Eduardo Ulloa, quien a la postre sería el único privilegiado en Chile en montarla y con quien obtuvo todos los triunfos que la convertirían en la mejor del año 2011. Amani no fue la favorita de la competencia, pagando a ganador 5.40 en la pizarra, pero eso no fue obstáculo para la oriunda del Haras Sumaya y se impuso por 2 cuerpos a la favorita Va Llegando, en tercera posición a 6 cuerpos llegó Joven Tan Hermosa y completó el marcador a 9 1/2 cuerpos Puerta Belén, el tiempo registrado para 1000 metros fue de 0.58.88.  
La próxima salida a la cancha de Amani sería el día sábado 5 de marzo de 2011, en el Clásico Selección de Potrancas, Clásico de Grupo III destinado para hembras de 2 años, ocho fueron las inscritas en aquella oportunidad y Amani logró imponerse a todas, logrando una ventaja de 3 1/4 a su más cercana competidora Very Elegant la favorita y puntera de la competencia, en tercer lugar se ubicó Alegrezza a 8 1/4 cuerpos y La Lapicera ocuparía el cuarto puesto a 8 1/2 cuerpos de la hija de Morning Raider, cronometrando 1.12.50 para 1.200 metros. Con esta actuación Amani ya daba indicios de la calidad que tenía y que sería la rival a vencer.    
En el mes de abril Amani disputaría los clásicos Juan Cavieres Mella Grupo III y Copa Estanislao Anguita Carrera listada para hembras de 2 años, el primero en distancia de 1.300 metros y venciendo por un amplio marguen de 8 3/4 cuerpos a La Lapicera la más cercana en el marcador y registrando un tiempo de 1.19.06 a la distancia, Amani se hizo notar y por primera vez desde su debut era la amplia favorita de las apuestas, pagando en la pizarra la suma de 1.50 pesos a primer lugar. Tres semanas después sus dirigidos la inscribieron en la Copa Estanislao Anguita y no defraudó, eso si, en esta oportunidad no sería tan fácil como la vez anterior y para conseguir la victoria y ampliar su invicto, habría que exigirse al máximo para vencer a su digna rival Entera Buena, a la que logró superar por pescuezo al final de los 1.400 metros. La carrera se desarrolló con una Amani mandando desde el comienzo, algo insólito para lo que había mostrado la colorada del Sumaya en sus actuaciones anteriores, viniendo desde atrás y atropellando al final, pero esta vez fue distinto y Amani tomó la punta y se desprendió 3 cuerpos de su más cercana adversaria Entera Buena,  cuando entraron a tierra derecha Amani llevaba una ventaja de 4 cuerpos sobre su rival, distancia que se acortó e incluso Entera Buena logró pasar a la campeona en los últimos 200 metros, convirtiéndose hasta ahí en un duelo de gran emoción, pero la pensionista de Marco Pavez logró reaccionar por los palos y sacó pescuezo de ventaja al cruzar la meta, registrando un tiempo de 1.25.79 para la distancia, esta sería a la postre la carrera más disputada, de las victorias obtenidas por Amani.

## Clásicos Ganados
- Selección de Potrancas , Grupo III - 1200 metros (Hipódromo Chile - Sábado 5 de marzo de 2011).
- Juan Cavieres Mella , Grupo III - 1300 metros (Hipódromo Chile - Sábado 2 de abril de 2011).
- Estanislao Anguita , Carrera Listada - 1400 metros (Hipódromo Chile - Sábado 23 de abril de 2011).
- José Saavedra Baeza , Grupo III - 1500 metros (Hipódromo Chile - Sábado 21 de mayo de 2011).
- Tanteo de Potrancas Grupo I (2011).
- Gran Premio Criadores Salvador Hess Riveros, Grupo II (2011)
- Mil Guineas Grupo I (2011)
- Clásico Alberto Solari Magnasco Grupo I (2011).
- St. Leger - Grupo I (2011).